# Торговая площадь (Санкт-Петербург)
Торго́вая площадь — упразднённая площадь Санкт-Петербурга, находившаяся между Невским проспектом, Тележным переулком, Конной и Исполкомской улицами.

## История
- Первоначально — Александровская площадь (с 1782 по 1868 год). Занимала площадь между Невским проспектом, проспектом Бакунина, Полтавской, Конной и Исполкомской улицами. Название дано по находившемуся на площади Александровскому рынку.
- На плане 1828 года отмечена как Александровская Сенная площадь. Занимала площадь между Невским проспектом, Полтавской, Конной и Исполкомской улицами. Название связано с тем, что на рынке торговали сеном.
- С 1821 года — Конная площадь. Название связано с тем, что на рынке торговали лошадьми.
- Параллельно — Александровская Конная площадь.
- Впоследствии — Зимняя Торговая площадь.
- Последнее название — с 1836 по 1876 год.
- С 1844 года — окончательные границы.
- В 1876 году упразднена.

## См также
По территории площади проходят следующий проспект, переулки и улицы:
- Невский проспект
- Тележный переулок
- Конная улица
- Перекупной переулок
- Исполкомская улица